# خواكيم أو. فرنانديز
خواكيم أو. فرنانديز هو ضابط وسياسي أمريكي، ولد في 14 أغسطس 1896 في نيو أورلينز في الولايات المتحدة، وتوفي بنفس المكان في 8 أغسطس 1978. نشط حزبياً في الحزب الديمقراطي. وقد انتخب عضو مجلس النواب الأمريكي ‏.